# کارولین مارکس
کارولین مارکس (به انگلیسی: Caroline Marks) (زاده ۱۴ فوریه ۲۰۰۲) موج‌سوار حرفه‌ای آمریکایی است. او قهرمان تور جهانی زنان لیگ جهانی موج سواری ۲۰۲۳ و دارنده مدال طلای المپیک در المپیک ۲۰۲۴ پاریس است. او چندین قهرمانی ملی را به دست آورده و جوانترین زنی است که در مسابقات لیگ جهانی موج سواری شرکت کرده است. مارکس جوانترین موج سواری است که برای مسابقات قهرمانی زنان واجد شرایط است.
او در مسابقات نخبگان (۱۶ نفر برتر) لیگ جهانی موج سواری شرکت کرد و فصل ۲۰۱۸ را در رده هفتم به پایان رساند و جایزه تازه‌کار سال را کسب کرد. او در سن کلمنته، کالیفرنیا زندگی می‌کند.
در سال ۲۰۱۸، مارکس به عنوان یکی از دو زن اولین تیم موج سواری ایالات متحده برای شرکت در بازی‌های المپیک تابستانی ۲۰۲۰ در توکیو، ژاپن، واجد شرایط شد. در بازی‌های المپیک تابستانی ۲۰۲۴، او مدال طلای مسابقات کوتاه برد زنان را به دست آورد.

## سال‌های اولیه
مادر و مادربزرگ مارکس در یونان بزرگ شدند. مادر مارکس بعداً به ایالات متحده نقل مکان کرد و مارکس را در فلوریدا به دنیا آورد. او سومین فرزند از شش فرزند است. خانه‌ای که او در آن بزرگ شد دارای یک حیاط خلوت بزرگ با پیست موتور سواری، هاف پایپ و موج سواری در آن سوی خیابان بود. او عشق خود به ورزش را از طریق مسابقات موج‌سواری کشف کرد و از ۸ سالگی شروع به موج سواری رقابتی کرد. مارکس و خواهران و برادرانش همگی یکدیگر را در علایق فردی خود حمایت و تشویق کرده‌اند. هنگامی که برادر بزرگتر او زاک ۱۲ ساله بود، سایت رسانه اجتماعی Grom Social را برای کودکان ایجاد کرد و مارکس به ایجاد تصاویر و شخصیت‌ها برای سایت کمک کرد. او همچنان به پست خود در سایت ادامه می‌دهد و کاربران را در مورد ماجراها و دستاوردهای خود به روز می‌کند. به همین ترتیب، برادرش، سایر خواهران و برادران و سایر اعضای خانواده‌اش در مسابقات او حضور دائمی داشته‌اند، او را تشویق می‌کردند، به او اشاره می‌کردند و وقتی او برنده می‌شد، او را به دوش می‌کشیدند. مارکس موفقیت خود و اینکه چقدر خوب است را به برادرانش و ریشه‌های تلاش برای تحت تأثیر قرار دادن آنها در زمان بزرگ شدن نسبت می‌دهد.

## حرفه

### ۲۰۱۸
مارکس در سال ۲۰۱۸، اولین سال حضورش در تور، سه مقام سوم را در ۱۰ رویداد کسب کرد. او به عنوان تازه‌کار سال انتخاب شد و فصل را در رتبه هفتم جهان به پایان رساند.

### ۲۰۱۹
در آوریل ۲۰۱۹، در اولین رویداد تور قهرمانی WSL، مارکس در یک چهارم نهایی Boost Mobile Pro Gold Coast، استفانی گیلمور قهرمان هفت دوره جهان را در استراحت خانگی استرالیایی در دورنبا، نیو ساوت ولز شکست داد. او سپس به نیمه نهایی ادامه داد و مالیا مانوئل را شکست داد. در فینال، او سه بار قهرمان جهان، کاریسا مور را شکست داد و اولین عنوان قهرمانی خود در مسابقات WSL را به دست آورد و فصل ۲۰۱۹ را به عنوان برترین موج سوار زن جهان آغاز کرد.
او اولین موج سواری است که جایزه بهترین ورزشکار ماه آوریل تیم ایالات متحده را دریافت می‌کند، که دستاوردهای برجسته ورزشکاران المپیکی تیم ایالات متحده آمریکا را به رسمیت می‌شناسد. کریس استون، سرمربی موج سواری ایالات متحده، گفت: «کارولین یکی از آن ورزشکاران نادری است که از ۱۲ سالگی مشخص بود که قهرمان جهان خواهد شد. دیدن اینکه او در ۱۷ سالگی چه می‌کند باید برای همه رقبای او ترسناک باشد. من نمی‌توانم منتظر بمانم تا ببینم آینده او چه خواهد شد».

#### تور قهرمانی جهان ۲۰۱۹
در دسامبر ۲۰۱۹، او در تور قهرمانی WSL مقایل کاریسا مور دوم شد. مارکس با کسب مقام دوم در المپیک ۲۰۲۰ توکیو، همراه با مور، جایگاهی در تیم کسب کرد.

### ۲۰۲۱
تست مارکس قبل از مسابقات لیگ جهانی موج سواری در استرالیا در اوایل سال ،۲۰۲۱ برای کووید ۱۹ مثبت بود و بعداً متوجه شد که مثبت کاذب است، که ترس او از عدم توانایی در مسابقه را از بین برد.

#### بازی‌های المپیک تابستانی ۲۰۲۰
مارکس جوان‌ترین موج سواری بود که واجد شرایط بازی‌های المپیک تابستانی ۲۰۲۰ بود که به دلیل دنیاگیری کووید-۱۹ به ژوئیه و اوت ۲۰۲۲ موکول شد.
در دور اول رقابت کوتاه، مارکس در مجموع ۱۳٫۴۰ امتیاز به دست آورد، در مسابقات خود پیروز شد و مستقیماً به دور سوم رقابت راه یافت. در دور سوم رقابت‌ها، دور حذفی رودررو که در هر دوره دو موج سوار با هم به رقابت پرداختند و تنها موج سواری که بالاترین امتیاز را کسب کرده بود به مرحله یک چهارم نهایی راه یافت، مارکس در مقابل مهینا مائده با امتیاز ۱۵٫۳۳ پیروز شد و به مرحله یک چهارم نهایی صعود کرد. امتیاز او با ۱۵٫۳۳ بالاترین امتیاز در بین تمام شرکت کنندگان، زن یا مرد، در دور سوم رقابت برای همه رویدادهای موج سواری در المپیک ۲۰۲۰ بود.
مارکس در مرحله یک چهارم نهایی مقابل بریسا هنسی با امتیاز ۱۲٫۵۰ پیروز شد و راهی نیمه نهایی شد. مارکس پس از مسابقه نیمه نهایی خود در برابر بیانکا بویتنداگ به مرحله نهایی صعود نکرد و به جای آن به مرحله مدال برنز رسید. در آخرین بازی خود مقابل آمورو تسوزوکی، تسوزوکی مدال برنز را به دست آورد و مارکس مسابقات را در رتبه چهارم در مجموع به پایان رساند.

### ۲۰۲۲
در فوریه ۲۰۲۲، مارکس قبل از دومین رویداد فصل کناره‌گیری کرد و مدتی را از تور دور ماند تا به برخی از مسائل پزشکی و بهداشتی مکرر رسیدگی کند. او نیمی از فصل را از دست داد و به فینال WSL واجد شرایط نشد.

## پیروزی‌ها
| برنده فینال WSL |                   |                        |                     |
| سال             | رویداد            | محل برگزاری            | کشور                |
| ۲۰۲۳            | ریپ کرل WSL فینال | لوور ترستلز، کالیفرنیا | ایالات متحده آمریکا |

## رویداد برندگان نوجوانان
- قهرمان جهان دختران ISA ۲۰۱۶ (زیر ۱۶ سال)
- قهرمان US Open Jr. 2016[۳۰]

## زندگی شخصی
مارکس یک کانال یوتیوب دارد که در ۲۳ فوریه ۲۰۲۱ راه اندازی کرده است و در آن ویدیوهای مربوط به موج سواری خود را آپلود می‌کند. اولین ویدیوی او موج سواری او با لیکی پترسون را نشان داد.
مارکس یک فمینیست است که هدف آن کاهش جنسیت بدن زنان در دوران بلوغ است.